# Font de Mussarra
La Font de Mussarra és una surgència del terme municipal de Monistrol de Calders, al Moianès.
Està situada a 647 metres d'altitud, a prop i al nord-est de la casa de Mussarra, al capdamunt de la quintana de Mussarra.